# Suối Tre
Suối Tre is een xã van Long Khánh, een thị xã in de provincie Đồng Nai.